# پائولو آسانسائو
پائولو آسانسائو دا سیلوا (به پرتغالی: Paulo Assunção da Silva) هافبک اهل برزیل است که در شهر Várzea Grande و در تاریخ ۲۵ ژانویهٔ ۱۹۸۰ به دنیا آمده‌است.
پائولو آسانسائو در تیم‌های فوتبال پالمیراس ،Porto B، پالمیراس، دیپورتیوو ناسیونال، پورتو و باشگاه فوتبال آ.ا.ک آتن سابقهٔ حضور دارد.

## زندگی شخصی
وی پدر گوستاوو آسانسائو، کاپیتان کنونی باشگاه فوتبال فامالیکاو است.